# 納普拉特 (伊利諾伊州)
納普拉特（英語：Naplate）是位於美國伊利諾伊州拉薩爾縣的一個村落。

## 地理
納普拉特的座標為41°19′53″N 89°52′44″W / 41.33139°N 89.87889°W，而該地最高點為海拔高度140米（即459英尺）。

## 人口
根據2010年美國人口普查的數據，納普拉特的面積為0.29平方千米，當中陸地面積為0.29平方千米，而水域面積為0.00平方千米。當地共有人口496人，而人口密度為每平方千米1,710人。